# Cyclosa okumae
Cyclosa okumae là một loài nhện trong họ Araneidae.
Loài này thuộc chi Cyclosa. Cyclosa okumae được miêu tả năm 1992 bởi Tanikawa.